# Wilczyny
Wilczyny [vilˈt͡ʂɨnɨ] (deutsch Wolfshagen) ist ein Dorf in Polen in der Woiwodschaft Ermland-Masuren. Der Ort bildet ein Schulzenamt (polnisch Sołectwo) in der Landgemeinde Srokowo (Drengfurth) im Powiat Kętrzyński (Kreis Rastenburg).

## Geographische Lage
Das Dorf liegt im Norden Polens, etwa sieben Kilometer südlich der Staatsgrenze zum russischen Oblast Kaliningrad. Durch das Dorf fließt die Omet, und an seinem Rand in den Uferwiesen der Bach Schwarzes Fließ.

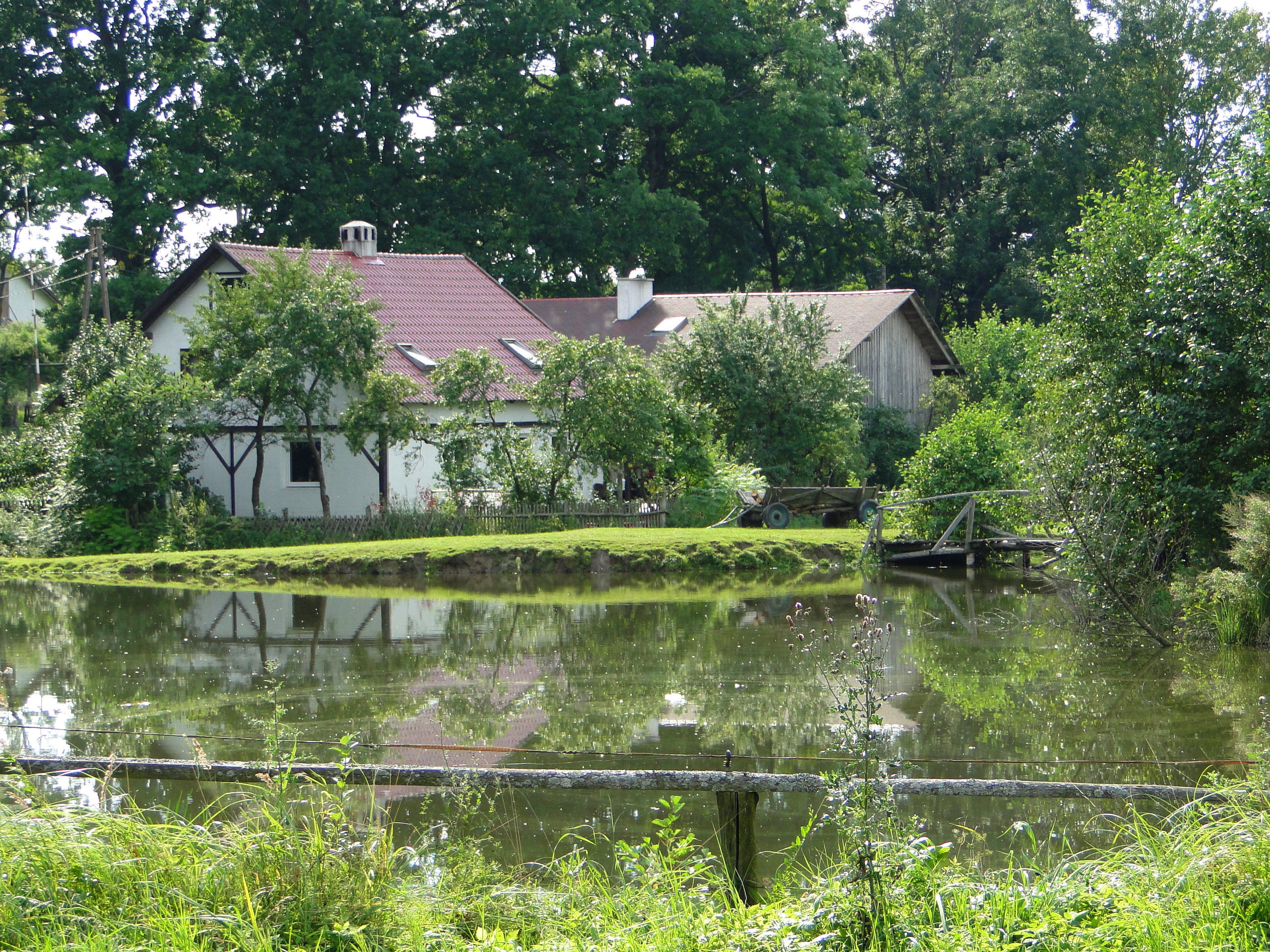
Dorfidylle in Wilczyny

## Geschichte

### Ortsgeschichte
Wolfshagen, um 1819 Wolfhagen, wurde 1403 nach Kulmer Recht auf einer Fläche von 54 Hufen angelegt. 1785 bestanden in dem „königlichen Dorf mit Sitz eines königlichen Forstamtes“ 20 Feuerstellen, deren Anzahl bis 1818 auf 43 wuchs.
1874 wurde Wolfshagen in den neu errichteten Amtsbezirk Jäglack (polnisch Jegławki) eingegliedert, der bis 1945 bestand und zum Kreis Rastenburg im Regierungsbezirk Königsberg in der preußischen Provinz Ostpreußen gehörte.
1945, am Ende des Zweiten Weltkrieges, marschierte die Rote Armee in die Gegend ein. Als Folge des Krieges wurde Wolfshagen als Wilczyny Teil der Volksrepublik Polen.

### Einwohnerzahlen
Nachfolgend die graphische Darstellung der Einwohnerzahlen.

### Schulzenamt Wilczyny
Zum Schulzenamt Wilczyny in der Gmina Srokowo (deutsch Drengfurth) gehören die Ortschaften Jegławki (Jäglack), Stare Jegławki (Alt Jäglack), Kolkiejmy (Kollkeim), Mintowo (Mintwiese), Osikowo (Leitnerswalde), Skandławki (Skandlack), Wilcza Wólka (Friedrichsberg) und Wilcze (Waldhaus Drengfurth).

## Kirche
Bis 1945 war Wolfshagen in die evangelische Pfarrkirche Drengfurth in der Kirchenprovinz Ostpreußen der Kirche der Altpreußischen Union sowie in die katholische Kirche St. Katharina in Rastenburg mit der Kapelle Drengfurth im damaligen Bistum Ermland eingepfarrt.
Heute gehört Wilczyny zur katholischen Pfarrei Srokowo im jetzigen Erzbistum Ermland sowie zur evangelischen Kirche Srokowo, einer Filialkirche der Johanneskirche Kętrzyn in der Diözese Masuren der Evangelisch-Augsburgischen Kirche in Polen.

## Verkehr
Das Dorf Wilczyny liegt an keiner größeren Straße. Etwa drei Kilometer südlich verläuft die Woiwodschaftsstraße 650, die Srokowo mit Kętrzyn (Rastenburg) bzw. Węgorzewo (Angerburg) und Gołdap (Goldap)  verbindet. Durch den Ort selbst verläuft eine Straße vom fünf Kilometer südöstlich gelegenen Srokowo ins zehn Kilometer nordwestlich gelegene Asuny (Assaunen), außerdem ein Landweg von Osikowo (Leitnerswalde) nach Wilczyny.
Der Ort verfügt über keinen eigenen Bahnanschluss. Der nächste Bahnhof befindet sich 20 Kilometer südlich in Kętrzyn, wo es Direktverbindungen nach Korsze (Korschen) und Białystok gibt.
Der nächstgelegene internationale Flughafen ist der Flughafen Kaliningrad, der sich aber etwa 90 Kilometer nordwestlich auf russischem Hoheitsgebiet außerhalb der Europäischen Union befindet. Der nächste internationale Flughafen auf polnischem Staatsgebiet ist der etwa 195 Kilometer westlich befindliche Lech-Wałęsa-Flughafen Danzig.